# Liste des fontaines du 17e arrondissement de Paris

Cet article recense les fontaines du 17e arrondissement de Paris, en France.

## Statistiques
Aucune fontaine n'est protégée au titre des monuments historiques : 

## Liste
| Fontaine                              | Localisation                                      | Coordonnées                 | Auteur(s)                   | Date | Illus. |
| ------------------------------------- | ------------------------------------------------- | --------------------------- | --------------------------- | ---- | ------ |
| Fontaine Arc aux nuages               | Rue des Tapisseries au bout de la rue de Saussure | 48° 53′ 19″ N, 2° 18′ 28″ E | André Sadko (sculpteur)     | 1989 |        |
| Fontaine des Batignolles Les Vautours | Square des Batignolles                            | 48° 53′ 16″ N, 2° 18′ 57″ E | Louis de Monard (sculpteur) | 1930 |        |
| Fontaine de la Cascade                | Avenue de la Porte-de-Villiers                    | 48° 53′ 05″ N, 2° 17′ 08″ E | Charles Gianferrari         | 1988 |        |
| Fontaine Louis-Vierne                 | 6 rue Louis-Vierne                                | 48° 53′ 18″ N, 2° 17′ 24″ E | Nicolas Bertoux (sculpteur) | 1989 |        |
| Fontaine du square Paul-Paray         | Square Paul-Paray 136 rue de Saussure             | 48° 53′ 22″ N, 2° 18′ 29″ E |                             | 1987 |        |
| Fontaine de la Pyramide               | 7 avenue de la Porte-de-Champerret                | 48° 53′ 11″ N, 2° 17′ 14″ E | Charles Gianferrari         | 1988 |        |
| Fontaine Sainte-Odile                 | Square Sainte-Odile Avenue Stéphane-Mallarmé      | 48° 53′ 16″ N, 2° 17′ 36″ E | Jean Camand (architecte)    | 1976 |        |